# Wincenty Kazimierz Łąkowski

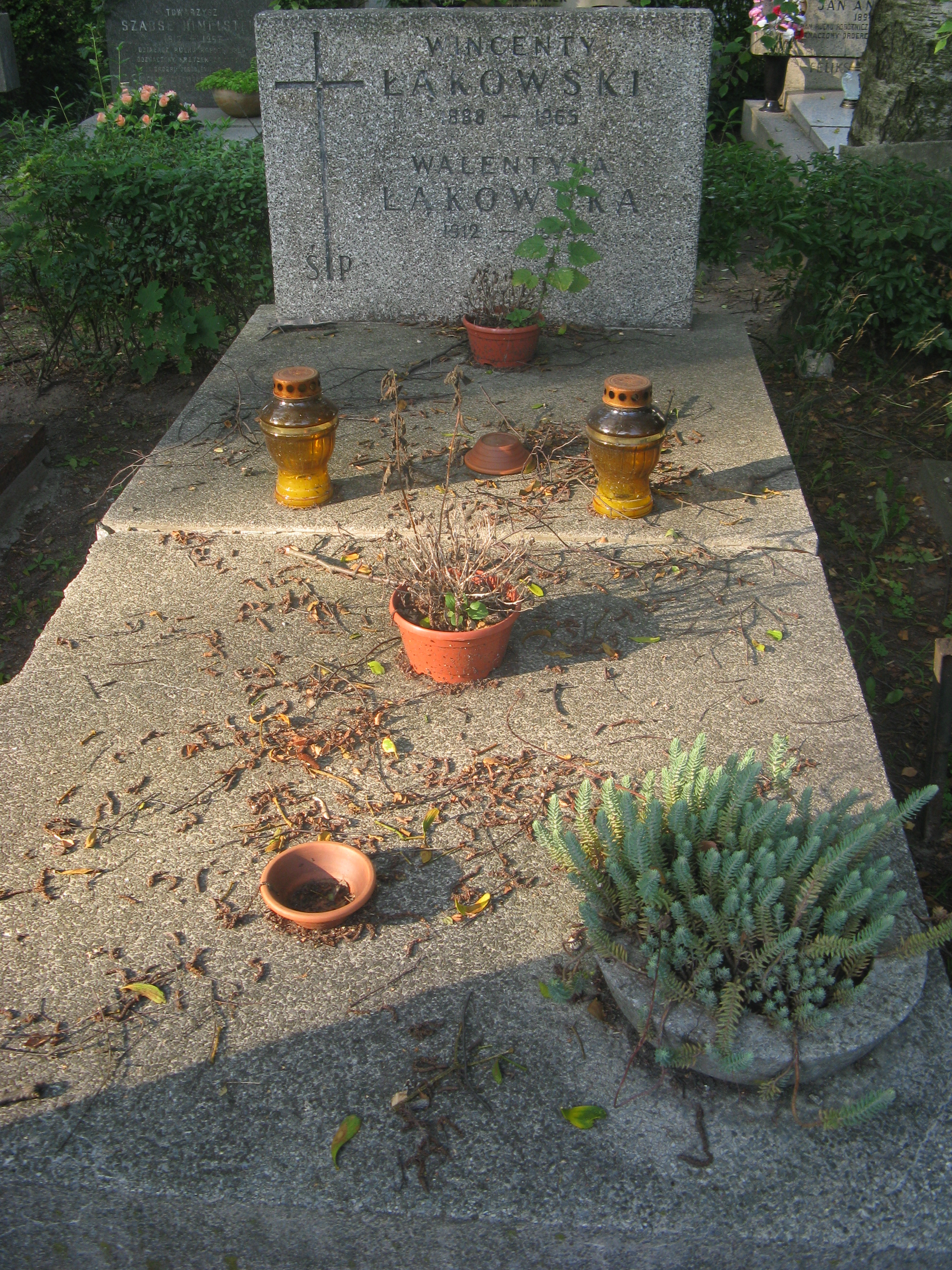
Grób Wincentego Łąkowskiego na Cmentarzu Wojskowym na Powązkach

Wincenty Kazimierz Łąkowski pseud. Longinus, Diems (ur. 20 października 1888 w Płońsku, zm. 23 października 1965 w Warszawie) – działacz socjalistyczny i komunistyczny.
Z zawodu ślusarz. Od 1905 działacz PPS, po rozłamie PPS-Lewicy. Kilkakrotnie więziony za działalność rewolucyjną (w tym w 1906 w X Pawilonie Cytadeli Warszawskiej), a 1908–1910 na zesłaniu na Syberii. Po powrocie z zesłania odbył służbę wojskową jako maszynista w batalionie w kolei wschodniochińskiej w Mandżurii. 1915–1917 na froncie zachodnim obsługiwał koleje przyfrontowe. Po rewolucji lutowej 1917 członek komitetu żołnierskiego batalionu wojsk kolejowych w Besarabii. Delegat z ramienia PPS-Lewicy na II Zjazd Rad w listopadzie 1917 i na II Zjazd Lewicy Wojskowych Polaków w grudniu 1917. Sekretarz Rady Delegatów w guberni mińskiej.
W 1918 wrócił do kraju i wstąpił do KPP. Współpracownik Wydziału Wojskowego KC KPP i agitator wśród żołnierzy warszawskiego garnizonu. 1918–1919 przewodniczący Zarządu Głównego Związku Byłych Wojskowych Polaków armii rosyjskiej. Od września 1919 do lata 1920 więziony w X Pawilonie Cytadeli Warszawskiej, zbiegł z więzienia. W 1921 przebywał krótko w Rosji sowieckiej, gdzie był oficerem politycznym Armii Czerwonej. Po powrocie 2 września 1921 aresztowany i więziony do 19 września 1923. Po zwolnieniu wyjechał do Francji, gdzie był frezerem. 1933 wrócił do kraju i do 1939 pracował w Państwowych Zakładach Lotniczych w Warszawie.
W 1945–1950 kierownik Wydziału Gospodarczego w Centralnym Zarządzie Przemysłu Maszynowego. 1950–1951 więziony, w 1956 zrehabilitowany. Był odznaczony Krzyżem Komandorskim Orderu Odrodzenia Polski. Pochowany na Wojskowych Powązkach (kwatera B2-5-11).